# Tierra Colorada, Hidalgo
Tierra Colorada är en ort i Mexiko.   Den ligger i kommunen Tlanchinol och delstaten Hidalgo, i den sydöstra delen av landet, 180 km norr om huvudstaden Mexico City. Tierra Colorada ligger 1 121 meter över havet och antalet invånare är 281.
Terrängen runt Tierra Colorada är bergig söderut, men norrut är den kuperad. Runt Tierra Colorada är det ganska tätbefolkat, med 166 invånare per kvadratkilometer. Närmaste större samhälle är San Felipe Orizatlán, 18,9 km norr om Tierra Colorada. Omgivningarna runt Tierra Colorada är en mosaik av jordbruksmark och naturlig växtlighet.